# 神崎寿美代
神崎 寿美代（かんざき すみよ、4月23日 - ）は、日本のフリーアナウンサー。

## 来歴
神奈川県厚木市出身。神奈川県立座間高等学校、日本大学芸術学部放送学科（アナウンス・ラジオ制作専攻）卒業。
1990年4月に札幌テレビ放送に入社し、1995年6月に退社するまで同局のアナウンサーを務めた。
退社後、子育ての期間を経て、フリーアナウンサーとしての活動を開始した。番組出演のほかに朗読・講演・講師活動も行っており、自らを「ヨミガタリスト」と称している。

## 担当番組
脚注の無いデータは、本人が局アナnet（下記外部リンク節を参照）で公開しているプロフィールからの参考。

### テレビ番組
- STVニュースTodayプラザ（札幌テレビ） - 天気キャスター、リポーター
- STVニュースプラザ（札幌テレビ） - メインキャスター
- みんなの赤レンガ（札幌テレビ） - リポーター、ナレーター
- 土YO2ずっ ぴょんか〜ん！（札幌テレビ） - リポーター
- どさんこワイド（札幌テレビ） - リポーター
- ほっからんど北海道（NHK札幌放送局） - キャスター

### ラジオ番組
- オハヨー!土曜日（STVラジオ） - パーソナリティ
- WITH PARADISE（エフエムしろいし） - パーソナリティ

### ネット配信番組
- In Concert[5]（IIJ PrimeSeat、2017年3月まで配信[5]） - ナビゲーター